# The Ranch Feud
The Ranch Feud  è un cortometraggio muto del 1913 diretto e interpretato da Gilbert M. 'Broncho Billy' Anderson.

## Trama
Una faida ha messo una contro l'altra la famiglia di Broncho Billy e quella di John Mackley. Billy cerca di placare gli animi, anche perché è innamorato della figlia di Mackley. Ma quest'ultimo, quando Billy si reca dalla ragazza, gli spara contro. Il medico che lo cura consiglia il vecchio padre di Billy di fare pace con il suo nemico: quella è l'unico modo per curare definitivamente il figlio.

## Produzione
Il film fu prodotto dalla Essanay Film Manufacturing Company.

## Distribuzione
Distribuito dalla General Film Company, il film - un cortometraggio di una bobina - uscì nelle sale cinematografiche USA il 14 giugno 1913.